# Eme 15
EME15 foi uma banda pop mexicano-argentina formada pelos seis protagonistas da telenovela mexicana Miss XV, criada pelo produtor Pedro Damián e Nickelodeon em agosto de 2011.
Em 2014, um ano depois da novela ter seu grande final, eles se separaram porque cada membro já tinha novos projetos. E a banda tinha como objetivo o entretenimento apenas na época da novela.

## História

### Antecedentes
Originalmente, a banda seria formada por cinco atores, da novela Miss XV, mas os produtores fizeram alguns testes para escolher a terceira mulher. A modelo e apresentadora Macarena Achaga, foi confirmada como a sexta integrante da banda em agosto de 2011.

### Carreira musical
Originalmente, Eme 15 foi lançado antes da novela ir ao ar em 2011, eles começaram a fazer showcases pelo México e apresentar a banda pouco a pouco no mundo das celebridades mexicanas. A banda se apresentou pela primeira vez no Kids Choice Awards México em 3 de setembro de 2011, cantando a musica "Wonderland". Dias antes de lançar a novela, foi postado no youtube o videoclipe oficial da música.
Eme 15 entrou para listas de grupos famosos de sucesso entre 2011 e 2012 como One Direction, The Wanted, Little Mix, Fifth Harmony e etc. Famosos nas redes sociais, toda semana o grupo tinha uma hashtag entre os temas mais falados no Twitter.
A banda foi um sucesso fora e dentro das redes sociais, foi um sucesso de críticas e comentários em seus videoclipes.
O grupo era bastante comparado com o Timbiriche que era o antigo grupo que surgiu da novela Quinceañera, primeira versão de Miss XV, e também com o grupo RBD, muitos criticos do pop mundial diziam que ''Eme 15 é uma mistura de Timbiriche com RBD e um toque especial que só essa nova geração de crianças traz''. Foi comparado com outros grupos de novelas como Chiquititas e Cómplices al rescate.
Mas mesmo sendo um grande sucesso, a turnê de despedida Wonderland Tour, o grupo realizou seu último concerto e disse adeus ao vivo na TV nos Estados Unidos em 08 de dezembro de 2013 no Pepsi Center como um 'ultimo show' sendo exibido no canal Nickelodeon e na TV aberta americana. E no dia 18 de dezembro de 2013, foi oficialmente anunciado o fim oficial do grupo em um de seus showcases, após o seu último concerto em 05 de janeiro de 2014 no Mega Feria Imperial de Acapulco em Acapulco, México a banda anunciou seu fim definitivo.

### Turnês.
| Turnê             | Ano  | Países/continente                                                                | Banda  |
| ----------------- | ---- | -------------------------------------------------------------------------------- | ------ |
| 'Miss XV tour'    | 2011 | América Latina e EUA.                                                            | Eme 15 |
| 'Wonderland Tour' | 2012 | América do Sul, América do Norte, Europa, África do Sul e Coréia do Sul.         | Eme 15 |
| 'Adiós Wonderland | 2013 | América do Norte, América Latina, Europa, África do Sul, Coréia do Sul e Rússia. | Eme 15 |

## Integrantes
| Nome artístico   | Nome de nascimento                 | Data de nascimento               | Local de nascimento   | Posição no grupo           |
| ---------------- | ---------------------------------- | -------------------------------- | --------------------- | -------------------------- |
| Paulina Goto     | Paulina Gómez Torres               | 29 de julho de 1991 (33 anos)    | Monterrey, Nuevo León | Líder, vocalista principal |
| Natasha Dupeyrón | Natasha Elizabeth Dupeyrón Estrada | 3 de junho de 1991 (33 anos)     | Cidade do México      | Vocalista principal        |
| Macarena Achaga  | Victoria Macarena Achaga Figueroa  | 10 de março de 1992 (33 anos)    | Mar del Plata         | Vocalista principal        |
| Jack Duarte      | José Jack Duarte Wallace           | 7 de abril de 1986 (38 anos)     | Cidade do México      | Tecladista, vocalista      |
| Eleazar Gómez    | José Eleazar Gómez Sánchez         | 29 de maio de 1986 (38 anos)     | Cidade do México      | Vocalista, baixista        |
| Yago Muñoz       | Yago Muñoz Osio                    | 28 de dezembro de 1990 (34 anos) | Cidade do México      | Vocalista, guitarrista     |

## Discografia

### Singles
| Ano  | Single           | Melhores posições | Melhores posições | Posições em países da UE                | Álbum  |
| Ano  | Single           | MEX               | US                | Itália, Espanha, Portugal e Inglaterra. | Álbum  |
| ---- | ---------------- | ----------------- | ----------------- | --------------------------------------- | ------ |
| 2012 | [Wonderland      | 9                 | —                 | 1                                       | Eme 15 |
| 2013 | Que Buena Suerte | —                 | —                 | 8                                       | Adíos  |
| 2012 | Solamente Tú     | 2                 | —                 | 4                                       | Eme 15 |

"—" denota singles que não entraram na parada em questão.